# Федосюткин, Андрей Дмитриевич
Андре́й Дми́триевич Федосю́ткин (1913—1992) — советский хозяйственный, государственный и политический деятель.

## Биография
Родился в 1913 году в селе Харланово Дмитровского уезда Орловской губернии в семье лесника.
Член ВКП(б). В 1933 окончил лесной техникум в селе Хреновом Бобровского района Центрально-Чернозёмной области.
С 1933 года — на хозяйственной, общественной и политической работе. В 1933—1973 годах — прораб, лесничий, директор Дмитриевского леспромхоза, председатель Дмитриевского райисполкома, командир Дмитриевского партизанского отряда, комиссар 1-й Курской партизанской бригады, председатель Курского областного профсовета, начальник управления легкой и пищевой промышленности, заместитель председателя Курского облисполкома, начальник производственного управления сельского хозяйства, начальник областной конторы пчеловодства, директор объединения «Пчеловодство».
Избирался депутатом Верховного Совета СССР 2-го созыва. Почётный гражданин города Курска.
Умер в Курске в 1992 году. Похоронен в Курске на Северном кладбище.